# Eugen Roth (Politiker)

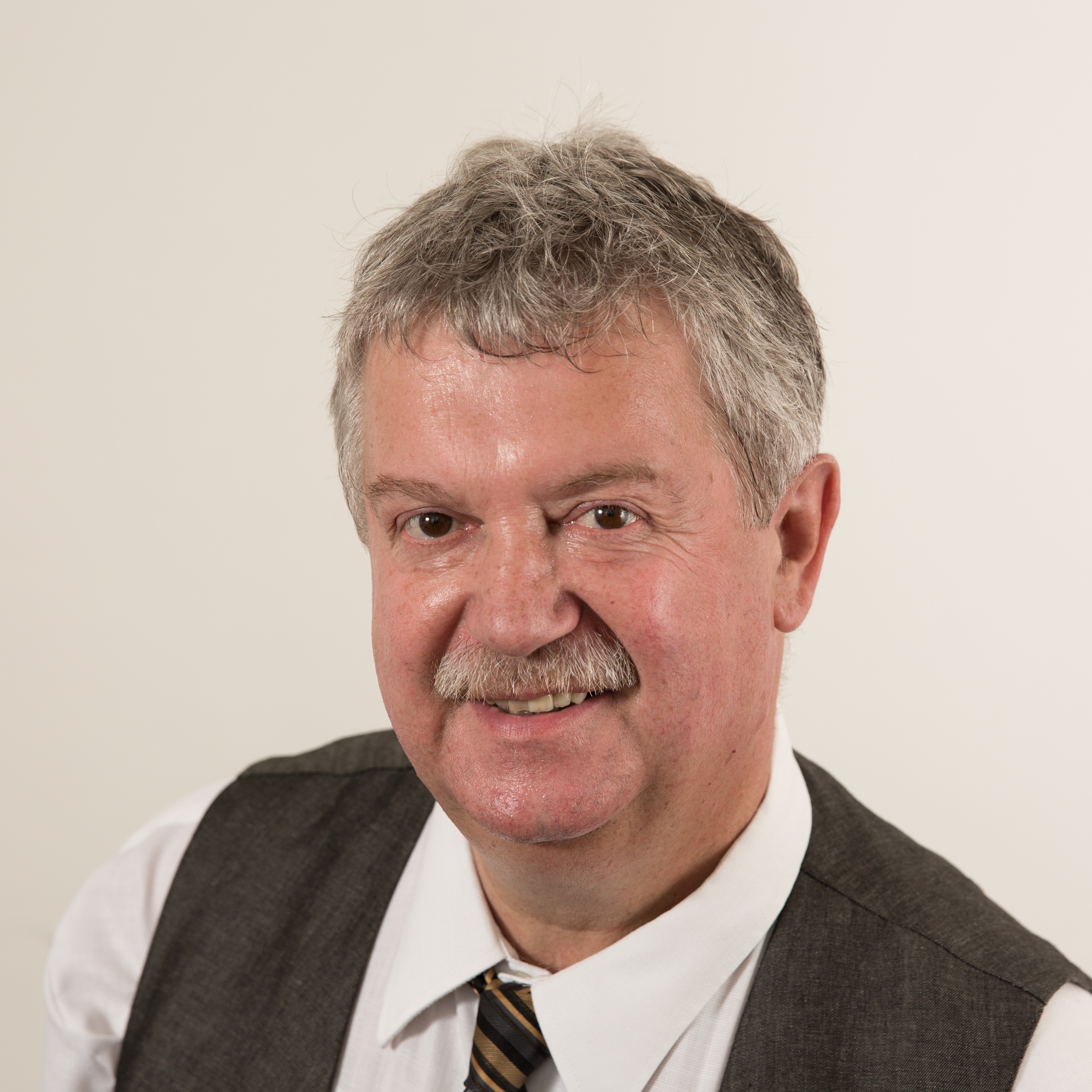
Eugen Roth (2017)

Eugen Roth (* 4. Dezember 1957 in Illingen) ist ein deutscher Gewerkschaftsfunktionär und Politiker (SPD). Von 2004 bis 2022 war er Abgeordneter im Landtag des Saarlandes.

## Ausbildung und Beruf
Sein Abitur legte Roth 1977 am Illtal-Gymnasium Illingen ab. Anschließend wurde er in den Polizeivollzugsdienst des Saarlandes eingestellt. Von 1982 bis 1984 besuchte er die Fachhochschule für Verwaltung des Saarlandes (Fachbereich Polizeivollzugsdienst).
Von 1998 bis 2021 war Roth Vorsitzender des DGB-Landesbezirks Saar im Bezirk West.

## Politik
Der SPD trat Roth im Jahr 1994 bei. Im April 2000 wurde er zum stellvertretenden Landesvorsitzenden gewählt. Dem Landtag des Saarlandes gehörte Roth ab der Landtagswahl im Saarland 2004 an. Ab 2012 war Roth stellvertretender Fraktionsvorsitzender der SPD-Fraktion im saarländischen Landtag. Von April 2000 bis November 2021 war Roth zudem stellvertretender Vorsitzender der SPD Saar.
Bei der Landtagswahl 2022 trat er nicht mehr an.
Von 1999 bis 2014 war Roth Mitglied im Gemeinderat Merchweiler. Er ist dort Mitglied im Europaausschuss sowie im Ausschuss für Wirtschaft, Arbeit und Grubensicherheit.

## Privates
Roth ist römisch-katholisch, verheiratet, hat einen Sohn und lebt in Merchweiler. Von 2011 bis 2020 war er Präsident des saarländischen Handballverbandes.
Seit 2020 ist Eugen Roth Präsident des Interregionalen Gewerkschaftsrates der Großregion (IGR GR).
Seit Juni 2024 ist er stellvertretender Landesvorsitzender des Sozialverbands VdK Saarland. 

## Mitgliedschaften und Funktionen in Gremien, Vereinen und Verbänden
| 1998 bis 2021 | Vorsitzender des DGB Saar, seit 2002 stv. Vorsitzender DGB Rheinland-Pfalz/Saarland |
| seit 1968     | Mitglied im TV 1892 Merchweiler                                                     |
| seit 1998     | Vorsitzender des Fördervereins Handball Merchweiler e.V.                            |
| seit 1978     | Mitglied der Gewerkschaft der Polizei (GdP, 1992–1998 Landesvorsitzender)           |
| seit 1981     | Mitglied der „International Police Association“ (IPA)                               |
| seit 1971     | Mitglied im TC 1968 Merchweiler e.V.                                                |
| seit 2004     | Mitglied der AWO                                                                    |
| seit 2008     | Mitglied im SV Preußen Merchweiler                                                  |
| seit 2011     | Vorsitzender Förderverein Biedersbergschule Neunkirchen e.V.                        |
| 2011 bis 2020 | Präsident des Handballverbandes Saar e.V.                                           |
| 2012 bis 2018 | Mitglied im Präsidium des LSVS                                                      |
| seit 2020     | Präsident des Interregionalen Gewerkschaftsrates der Großregion                     |
| seit 2024     | stellvertretender VdK-Landesvorsitzender                                            |